# Nipponidion
Nipponidion is een geslacht van spinnen uit de  familie van de Theridiidae (kogelspinnen).

## Soorten
- Nipponidion okinawense Yoshida, 2001
- Nipponidion yaeyamense (Yoshida, 1993)